# Češki raj
Češki raj  (češko Český ráj, nemško Böhmisches Paradies) je zavarovana pokrajina v severni Češki, v kateri je zgoščenih veliko naravnih znamenitosti in zgodovinskih spomenikov. Meje pokrajine niso natančno določene, v grobem pa je omejena z mesti Mladá Boleslava, Mnichovo Hradiště, Hodkovice nad Mohelkou, Kopanina, Železný Brod, Semily, Nová Paka, Jičín, Kopidlno, Sobotka in Dolní Bousov.
Ime Češki raj se je prvotno nanašalo na okraj Litoměřice, ki se zdaj imenuje Zahrada Čech. V njem živijo nemško govoreči prebivalci. Sodobna razmejitev je nastala v drugi polovici 19. stoletja. Znano je tudi, da so bili njeni avtorji gostje kopališkega mesta Sedmihorka, o čemer poroča urednik Václava Durych leta 1886.

## Naravno okolje
Češki raj je sprva meril 95 m² in bil kasneje razširjen na skoraj 182 km².
Eden od najbolj prepoznavnih elementov Češkega raja je peščenjak, iz katerega so zgrajena številna okoliška mesta. Številne izjemne naravne skalne tvorbe so izoblikovali erozija vetra, vode, zmrzali in človek. Mednje spadajo na primer Hrubé, Suché, in Klokočské skale.
Najbolj znamenite so Prahovske skale (češko Prachovské skály), stare 60 milijonov let, ki so zaščitene od leta 1933. Pod njimi je bilo posnetih več prizorov v televizijskih oddajah in filmih.
Znamenito je tudi Skalno mesto Hrubá Skála (češko Hruboskalské skalní město) s stebri iz vulkanskega peščenjaka. V njihovi bližini stoji na skalni ploščadi grad, ki se tudi imenuje Hrubá Skála. Prvi grad je bil zgrajen v 14. stoletju, bil kasneje močno poškodovan iz zatem večkrat obnovljen, nazadnje v renesančnem slogu. V njem sta zdaj hotel in termalno kopališče.
Najvišji hrib v rezervatu je nekdanji ognjenik Kozákov, na katerem sta turistična koča in razgledni stolp. Na njem so odkrili drage kamne. Njihova obdelava je zgodovinsko povezana z mestom Turnov, ki se je več stoletij imenovalo 'Srce Češkega raja'.
Grad Trosky tvorita dve ruševini it 14. stoletja, ki stojita vsaka na svojem zašiljenem vulkanskem čoku. Grad je od Turnova oddaljen 5 km. V njegovi bližini so podzemne jame, odprte za obiskovalce.
Med druga zanimiva mesta v Češkem raju spadajo dolomitne jame Bozkov, v katerih je največje podzemno jezero na Češkem. Pod ruševinami gradu Trosky je Podtrosecka dolina (češko Podtrosecké udoli), eden od simbolov Češkega raja. Znana je po lepi pokrajini in več ribnikih, med njimi Věžáku, Nebáku in Vidláku. V bližini gradu Kost se začne dolina Plakánek, ki se konča v naselju Rašovec. V njegovi okolici je urejena krožna turistična pot. V Češkem raju so tudi ruševine več drugih gradov, vključno s Frýdštějnom in Valdštejnom.
- Klokočské skály
- Hruboskalsko
- Příhrazské skály
- Prachovské skály
- Skalni monoliti Hrubá Skála
- Skalno mesto Hrubá Skála

## Kulturne znamenitosti
V Češkem raju sta najbolj znana gradova Trosky in Kost. Razen njiju so v rezervatu še gradovi Sychrov, Hrubý Rohozec, Hrubá Skála in Humprecht, ruševine številnih gradov, med njimi Frýdštejna in Valdštejna in nekaj zgradb v ljudskem arhitekturnem slogu, na primer posesti Dlaskův and Boučkův. 
- Grad Trosky, simbol Češkega raja
- Grad Valečov
- Grad Hrubá Skála, zdaj hotel
- Grad Kost
- Grad Frýdštejn
- Grad Sychrov
- Grad Valdštejn
- Trg Češki raj v Turnovu